# Puellina directa
Puellina directa är en mossdjursart som beskrevs av Bishop och Househam 1987. Puellina directa ingår i släktet Puellina och familjen Cribrilinidae. Inga underarter finns listade i Catalogue of Life.